# مجلس الشؤون الاقتصادية والتنمية
مجلس الشؤون الاقتصادية والتنمية هو مجلس تابع لمجلس الوزراء السعودي ويختص بالأمور الاقتصادية والتنموية، ويهدف إلى تنسيقها ووضعها في إطار متسق بنحو يساعد الدولة على توحيد توجهاتها بكل ما يتعلق بشؤون الاقتصاد والتنمية، وبالشكل الذي يمنع الازدواجية، ويحقق مزيدًا من الارتباط بين الوزارات المعنية بأعمال المجلس. أنشئ المجلس بقرار من العاهل السعودي الملك سلمان بن عبد العزيز آل سعود في 29 يناير 2015. ويرأس المجلس ولي العهد الأمير محمد بن سلمان بن عبد العزيز آل سعود. ويعين أعضاؤه بأمر ملكي.
تضمن الأمر الملكي بإنشاء المجلس، مع مجلس آخر يعنى بالشؤون السياسية والأمنية، إلغاء 12 جهازًا حكوميًا، ما بين مجالس، وهيئات، ولجان. ليبدأ العمل بأسلوب توحيد الجهود، والتنسيق الجماعي بين الوزارات المعنية لوضع ملامح المستقبل للدولة، والبحث عن مرتكزات مالية جديدة تقلل من الاعتماد الكلي على الصادرات النفطية، إضافة إلى تنويع الاقتصاد من خلال ابتكار واستحداث مشاريع جديدة.

## البرامج التنفيذية للمجلس
أطلق مجلس الشؤون الاقتصادية والتنمية 12 برنامجًا تنفيذيًا تمتد بين عامي (2018 - 2020)، للمساهمة في تحقيق رؤية السعودية 2030 وأهدافها الاستراتيجية.

### برنامج التحول الوطني
أُطلق البرنامج على مستوى 24 جهة معنية بالشؤون الاقتصادية والتنموية للعمل على تطوير العمل الحكومي من خلال تأسيس بنية تحتية تحقق الرؤية وتستوعب طموحاتها، تبدأ بتسريع عملية تنفيذ مشاريع البنية التحتية، واستهداف التحديات، وابتكار الحلول بإشراك المستفيدين، وإتاحة الفرصة أمامهم للمشاركة في عملية التنفيذ. ويأتي في مقدمة أهداف الخطة التنفيذية للبرنامج تحقيق التميز في الأداء الحكومي، وتعزيز الممكِّنات الاقتصادية، والارتقاء بمستوى الخدمات المعيشية. وحدد البرنامج ثمانية أبعاد تستهدف تطوير كافة المجالات التي تتعلق بالمواطنين والمقيمين.

### برنامج تحقيق التوازن المالي
يهتم هذا البرنامج بتعزيز الإدارة المالية في الدولة وإعادة هيكلتها، من خلال تطوير القطاع المالي بهدف إيجاد الاستراتيجيات التي تضمن تنامي الاقتصاد الوطني، ودعم التمويل والاستثمار، ووضع الحلول لكافة العقبات والتحديات بالشكل الذي يؤدي إلى الرفع من مستوى كفاءة القطاع. وبدأ العمل فيه منذ إنشاء مجلس الشؤون الاقتصادية والتنمية، بمراجعة المشروعات القائمة ولوائحها، ومدى أثرها الاقتصادي، مع وضع منهجية مبكرة تساعد على الاستمرار بهذه الوتيرة، وتسريعها، لتحسين الأداء الحكومي واستدامة التوازن المالي.

### برنامج الإسكان
يهدف هذا البرنامج إلى تطوير قطاع الإسكان والإنشاء وتقديم الحلول السكنية لتسهيل عملية تمكين السعوديين في تملك المنازل بالشكل الذي يتسق مع إمكانياتهم المالية بإجراءات تمويلية مدعومة. وبدأت وزارة الإسكان على ضوء هذا البرنامج من طباعة أول منزل باستخدام الطباعة ثلاثية الأبعاد، لمواكبة «مبادرة تحفيز تقنية البناء»، بهدف توطين استخدامها، وتعزيز اعتماد التقنيات المتطورة والمبتكرة في هذا القطاع، والتي تساعد على تشييد المباني بتكاليف منخفضة.

### برنامج التخصيص
تبنى المجلس المتابعة والإشراف على ملف التخصيص، وهو أحد برامج رؤية السعودية 2030، باعتباره نهجًا عالميًا متبعًا لدى كثير من دول العالم المتقدمة، من خلال ترتيب أولوية القطاعات المستهدفة بالتخصيص، ومناقشة معايير عملية التحويل، إضافةً إلى دراسة التحديات، وتحليل المخاطر التي قد تواجه المشروع. وأطلق المجلس خطة تنفيذ البرنامج في أبريل 2018، والذي يهدف إلى تحسين الخدمات ويقلل تكاليفها على الحكومة، وزيادة الفرص الوظيفية، وفرض الرقابة لضمان جودة الخدمة، بالإضافة إلى تعزيز دور القطاع الخاص، وزيادة مساهمته في الناتج المحلي الإجمالي من 40% إلى 65% بحلول عام 2030. ويرتكز البرنامج على إرساء الأسس القانونية والمؤسسية وتوجيه مبادرات البرنامج الرئيسية.

### برنامج صندوق الاستثمارات العامة
يدعم البرنامج صندوق الاستثمارات العامة ليكون أحد أكبر صناديق الثروة السيادية في العالم من خلال إطلاق قطاعات جديدة، وبناء شراكات اقتصادية، وتوطين التقنيات. وبينت الخطة التنفيذية للبرنامج زيادة أصول الصندوق من 570 مليار في الربع الرابع من 2015، لتصل إلى 840 في الربع الثالث من 2017، بعد العمل على تغيير كافة توجهاته في نوعية الاستثمارات، والتي اعتمدت على الاستفادة من الأصول الحكومية غير المستغلة، إضافة إلى الأصول الأخرى التي لم يتم استغلالها بالشكل المطلوب. ويسعى البرنامج إلى رفع أصول الصندوق ليصل إلى 1.5 تريليون ريال بحلول 2020.

### برنامج خدمة ضيوف الرحمن
يعمل البرنامج على تحقيق رسالة الإسلام السامية في العالم، من خلال توفير مزيدًا من الفرص للراغبين في أداء فريضتي الحج والعمرة، وإضفاء قيمًا جديدة على نوعية الخدمات، بتهيئة الحرمين الشريفين وتسهيل الطرق المؤدية لهما، إضافة إلى تطوير المواقع السياحية والثقافية، وتحسين جودة الخدمات المقدمة لهم قبل وأثناء وبعد زيارتهم إلى مكة المكرمة والمدينة المنورة والمشاعر المقدسة، في سبيل إثراء وتعميق تجربتهم الدينية والثقافية.

### برنامج تعزيز الشخصية السعودية
تطمح الدولة من خلال هذا البرنامج إلى بناء جيل فاعل يعمل بتناغم مع توجهاتها الجديدة في مختلف المجالات. واعتمد البرنامج على القيم الإسلامية والوطنية كوسيلة هامة لتعزيز الهوية الوطنية للأفراد وخصائصهم الشخصية والنفسية، للمساعدة على تحفيزهم لضمان بث التفاؤل داخلهم بمستقبل أفضل، مما يساعد في زيادة نسبة النجاح، وتصحيح الصورة الذهنية للمملكة في الخارج، وحماية العقول من المهددات في كافة الجوانب التي يتعاطى معها الأفراد، سواء كانت أمنية، أو اجتماعية، أو دينية، أو إعلامية.

### برنامج ريادة الشركات الوطنية
يستهدف تحفيز أكثر من 100 شركة وطنية تمتلك فرصًا وآفاقًا عالية نحو التقدم والريادة، بتعزيز أدوارها بالشكل الذي يعكس قوة وعمق اقتصاد المملكة، ويساعد على تنمية المنشآت الصغيرة والمتوسطة بهدف تنويع الاقتصاد، وتوفير فرص عمل للأفراد، إضافةً إلى دعم الشركات الكبرى لتعزيز مكانتها العالمية.

### برنامج الشراكات الاستراتيجية
يعتمد هذا البرنامج على التعاون مع الشركاء الاقتصاديين للسعودية لبناء وتعميق الشراكات الاستراتيجية فيما بينهم، بحكم أنهم يمتلكون المكونات الأساسية التي تسهم في تحقيق رؤيتها الوطنية، من خلال إيجاد السبل التي تضمن تسهيل تبادل الموارد ورؤوس الأموال، وعقد صفقات كبيرة على مستوى العالم تساعد في دعم الاقتصاد. بالإضافة إلى تعزيز العلاقات الاستراتيجية في المنطقة العربية، ودول مجلس التعاون الخليجي.

### برنامج جودة الحياة
تعزز أهداف البرنامج من مشاركة السعوديين في الأنشطة الرياضية والثقافية والترفيهية والأنماط الأخرى الملائمة، مع توفير البيئة المناسبة لهم، بالشكل الذي يحسن من جودة حياة الفرد والأسرة، ويخلق عددًا أكبر من الفرص الوظيفية، ويسهم في تنويع النشاط الاقتصادي، وتسجيل المدن السعودية مراتب متقدمة في قائمة أفضل المدن في العالم.

### برنامج تطوير الصناعة الوطنية والخدمات اللوجستية
يهتم البرنامج بالمحتويات الصناعية المحلية، ويعمل على تطوير 11 صناعة، منها: الصناعات العسكرية، والطاقة المتجددة، والسيارات، والاستزراع المائي والسمكي، على أن يشمل التطوير دعم الصادرات، وتحسين البنية التحتية، والارتقاء بالخدمات اللوجستية، للمساعدة في جذب الاستثمارات، ويستهدف استقطاب تريليون و600 مليار ريال بحلول عام 2030م ضمن تحقيق رؤية السعودية 2030، وتوفير مليون و600 ألف وظيفة.

### برنامج تطوير القطاع المالي
يهدف إلى تطوير القطاع المالي في السعودية وزيادة كفاءته، وجعله قطاعًا فاعلًا ومتنوعًا يساعد على تنمية الاقتصاد، ويوفر مجموعة من المنتجات والخدمات، ويحفز من عملية الادخار والتمويل والاستثمار، بنحو يساعد في التقليل من الاعتماد على النفط، والقطاع الحكومي، ليكون السوق السعودي أحد أهم عشرة أسواق عالمية، وجاذبًا للاستثمارات المحلية والعالمية. عطفًا على العمل للوصول إلى مجتمع غير نقدي عن طريق تطوير البنية التحتية الرقمية.

## أهم قرارات وتوصيات المجلس
| القرارات                                                                                   | التاريخ     | الأهداف |
| ------------------------------------------------------------------------------------------ | ----------- | --- |
| اعتماد إطار حوكمة تحقيق رؤية المملكة 2030                                                  | مايو 2016   | الإشراف على سير عمل البرامج التنفيذية للرؤية، ومتابعة نتائج التقارير للتأكد من تحقيق أهدافها |
| إطلاق برنامج التحول الوطني                                                                 | يونيو 2016  | أن تحقق الدولة تميزًا في أدائها الحكومي، مع تعزيز كافة الإمكانيات الاقتصادية، والارتقاء بالمستوى الخدمات المعيشية للأفراد |
| اعتماد "برنامج تطوير القطاع المالي"                                                        | أبريل 2017  | تحقيق الاستقرار والتنوع المالي، والتركيز على عمق هذا القطاع، مع تفعيل التحول الرقمي، ومساعدة المؤسسات المالية من دعم نمو القطاع الخاص |
| تأسيس شركة مملوكة للحكومة لتقديم الخدمات الزراعية                                          | أغسطس 2018  | المحافظة على البيئة وتحقيق استدامة الأمن الغذائي |
| الموافقة على النظام الأساسي للمنظمة الإسلامية للأمن الغذائي                                | يوليو 2018  | رصد حالة الأمن الغذائي في الدول الأعضاء، وتبادل الخبرة والمعرفة فيما بينهم وتنفيذ سياسيات زراعية مشتركة لمواجهة ظواهر الطبيعية المؤثرة على البيئة الزراعية |
| أن تكون مدينة الرياض أحد مراكز البيانات المحلية (2030) لمدن العالم                         | مايو 2015   | أن تكون مدينة الرياض ضمن المدن العالمية المتقدمة في مجال بيانات المدن |
| إطلاق برنامج جودة الحياة 2020 بإجمالي إنفاق 130 مليار ريال                                 | مايو 2018   | تركز الخطة التنفيذية للبرنامج على تطوير البنى التحتية في مدن المملكة، لتحقيق أهدافه، ومنها: أن تكون ثلاث مدن سعودية على الأقل، ضمن قائمة أفضل 100 مدينة للعيش في العالم، مع تعزيز مشاركة القطاع الخاص وتشجيعه، وتوفير خدمات شاملة لتلبية الاحتياجات المعيشية للسكان، وإيجاد نمط اجتماعي يزيد من تفاعل المواطنين والمقيمين |
| اعتماد خطة تنفيذ "برنامج التخصيص"                                                          | أبريل 2018  | يهدف إلى بيع الأصول الحكومية بشكل كامل أو جزئي للقطاع الخاص، لتقديم الخدمات، بهدف تحسين جودتها، وزيادة فرص الاستثمار الأجنبي. |
| إنشاء وكالة في وزارة العمل والتنمية الاجتماعية، تُعنى بشؤون توظيف السعوديين في القطاع الخاص | فبراير 2018 | تتولى مسؤولية برامج التوطين، وتنتقل إليها مهمات هيئة توليد الوظائف ومكافحة البطالة الملغاة. |
| تحويل كليات المعرفة للعلوم والتقنية إلى جامعة أهلية باسم (جامعة المعرفة)                   | أغسطس 2018  | المشاركة في التنمية المستدامة وصناعة المعرفة في المملكة العربية السعودية عموما وفي قطاع التعليم العالي خصوصاً باتباع منهج مبتكر في التعلم والتعليم، وبالاستخدام الأمثل للتقنيات التعليمية الحديثة |
| إنشاء مشروع وطني باسم (المشروع الوطني للطاقة الذرية في المملكة)                            | يوليو 2017  | وضع وتنفيذ الخطط الوطنية لتمكين الطاقة الذرية من المساهمة في مزيج الطاقة الوطني لتلبية متطلبات التنمية الوطنية وجعل الطاقة الذرية جزءًا من منظومة الطاقة |
| الموافقة على تنظيم المركز الوطني للتخصيص                                                   | مارس 2021   | تسهيل عملية تخصيص الخدمات والأصول الحكومية وزيادة مشاركة القطاع الخاص من خلال تقديم المساعدة في صياغة اللوائح ووضع الأطر التشريعية وإعداد خطط التنفيذ والبرامج الزمنية وتذليل العقبات والحفاظ على الجودة |
| تشكيل اللجنة الوطنية لتسهيل النقل والتجارة في دول منطقة (إسكوا)                            | نوفمبر 2016 | تسهيل النقل والتجارة في دول منطقة (إسكوا) |

## أعضاء المجلس
يتكون المجلس من 22 عضواً كلهم من الوزراء ماعدا أمين عام مجلس الوزراء.
| أعضاء مجلس الشؤون الاقتصادية والتنمية   | أعضاء مجلس الشؤون الاقتصادية والتنمية                   |
| --------------------------------------- | ------------------------------------------------------- |
| محمد بن سلمان آل سعود                   | ولي العهد، رئيس المجلس                                  |
| وليد بن محمد الصمعاني                   | وزير العدل                                              |
| مساعد بن محمد العيبان                   | وزير الدولة، عضو مجلس الوزراء                           |
| عبد العزيز بن سلمان آل سعود             | وزير الطاقة                                             |
| محمد بن عبد الله الجدعان                | وزير المالية                                            |
| فهد بن عبد الرحمن الجلاجل               | وزير الصحة                                              |
| فيصل بن فاضل الإبراهيم                  | وزير الاقتصاد والتخطيط                                  |
| ماجد بن عبد الله الحقيل                 | وزير الشؤون البلدية والقروية والإسكان                   |
| توفيق بن فوزان الربيعة                  | وزير الحج والعمرة                                       |
| أحمد بن سليمان الراجحي                  | وزير الموارد البشرية والتنمية الاجتماعية                |
| د .ماجد بن عبد الله القصبي              | وزير التجارة                                            |
| د. صالح بن ناصر الجاسر                  | وزير النقل والخدمات اللوجستية                           |
| عبد الله بن عامر السواحة                | وزير الاتصالات وتقنية المعلومات                         |
| محمد بن عبد الملك آل الشيخ              | وزير الدولة، عضو مجلس الوزراء                           |
| سليمان بن عبد الله الحمدان              | وزير الخدمة المدنية                                     |
| سلمان بن يوسف الدوسري                   | وزير الإعلام                                            |
| عبد الرحمن بن عبدالمحسن الفضلي          | وزير البيئة والمياه والزراعة                            |
| يوسف البنيان                            | وزير التعليم                                            |
| عصام بن سعد بن سعيد                     | وزير الدولة، عضو مجلس الوزراء                           |
| فيصل بن فرحان بن عبد الله آل سعود       | وزير الخارجية                                           |
| بدر بن عبد الله آل سعود                 | وزير الثقافة                                            |
| محمد بن سليمان العجاجي                  | رئيس هيئة الخبراء بمجلس الوزراء                         |
| أحمد بن عقيل الخطيب                     | وزير السياحة                                            |
| غسان بن عبدالرحمن الشبل                 | رئيس مجلس إدارة هيئة المحتوى المحلي والمشتريات الحكومية |
| أمين عام اللجنة المالية بالديوان الملكي |                                                         |